# اچ‌ام‌اس توپاز (۱۷۹۳)
اچ‌ام‌اس توپاز (۱۷۹۳) (به انگلیسی: HMS Topaze (1793)) یک کشتی بود که طول آن ۴۴٫۱۷ متر (۱۴۴ فوت ۱۱ اینچ) (gundeck) بود. این کشتی در سال ۱۷۹۱ ساخته شد.